# Loch Ballygrant
Loch Ballygrant, früher Loch a’ Chuirn, ist ein See auf der schottischen Hebrideninsel Islay.

## Beschreibung
Der Loch Ballygrant liegt in der dünnbesiedelten, hügeligen Region im Nordosten der Insel wenige hundert Meter östlich der Weilers Ballygrant und nördlich des Nachbarsees Loch Lossit. Er weist eine maximale Länge von 1,09 Kilometern bei einer höchsten Breite von 500 Metern auf. Loch Ballygrant liegt wenige hundert Meter abseits der A846 auf ihrem Weg zwischen Bridgend und Port Askaig.
Der auf 77 Metern Höhe gelegene Loch Ballygrant wird von mehreren kleinen Bächen gespeist, darunter ein namenloser, aus dem höhergelegenen Loch Lossit abfließender Bach. Sein 284 Hektar umfassendes Einzugsgebiet erstreckt sich im Wesentlichen nach Süden. Es handelt sich im Wesentlichen um Heide (50 %) sowie Waldgebiete (17 %) und Grasland (16 %). Grundwasser macht 16 % des Zuflusses aus. Bei einer mittleren Tiefe von 5,3 Metern und einer Fläche von 27 Hektar besitzt Loch Ballygrant ein Volumen von rund 1,4 Mio. Kubikmetern. Er weist einen Umfang von rund drei Kilometern auf.
Vom Westufer des Sees fließt der Ballygrant Burn ab, der über den Sorn in die Bucht Loch Indaal entwässert. Nordöstlich des Sees wurden einst Kupfer und später Blei abgebaut. Der Fischsbestand von Loch Ballygrant ermöglicht Sportangeln.

## Inseln
In Loch Ballygrant befinden sich vier kleine Inseln. Die nördlichste von ihnen durchmisst zwischen 35 und 50 m und war ein Crannóg. Obschon die Insel natürlichen Ursprungs zu sein scheint, wurde sie wahrscheinlich künstlich erweitert und befestigt. Es wurden die Überreste verschiedener Gebäude gefunden, was auf eine Besiedlung hindeutet. Die Insel ist nicht durch einen Damm mit dem Seeufer verbunden. Es existiert jedoch ein Schiffsanleger aus groben Steinen, der wahrscheinlich zum Übersetzen eines Bootes zu einem gegenüberliegenden Anleger am Seeufer genutzt wurde und den einzigen Zugangsweg zur Insel darstellte. Da das Bauwerk heute etwa einen halben Meter unterhalb der Wasseroberfläche liegt, ist davon auszugehen, dass der Wasserstand des Sees, der heute über Schleusen reguliert wird, früher niedriger war. Wahrscheinlich handelt es sich bei dieser Insel um die 1549 beschriebene Ellan Charrin, welche zu den Besitzungen der MacLeans of Duart gehörte. Die darauf befindlichen Gebäude dürften etwa aus dieser Zeit stammen.